# William Farris Kennedy
Pour les articles homonymes, voir William Kennedy et Kennedy.
William Farris Kennedy (2 juillet 1888-10 août 1951) est un homme politique canadien de la Colombie-Britannique. Il est député provincial et conservateur de la circonscription britanno-colombienne de North Okanagan d'une élection partielle en 1927 à 1930.

## Biographie
Né à Wahoo dans le Nebraska aux États-Unis, Kennedy est élu à l'Assemblée législative de la Colombie-Britannique à la suite des élections de 1928. 
Il démissionne en mai 1930 pour accepter un poste à la Liquor Control Board.